# Łużyczanie

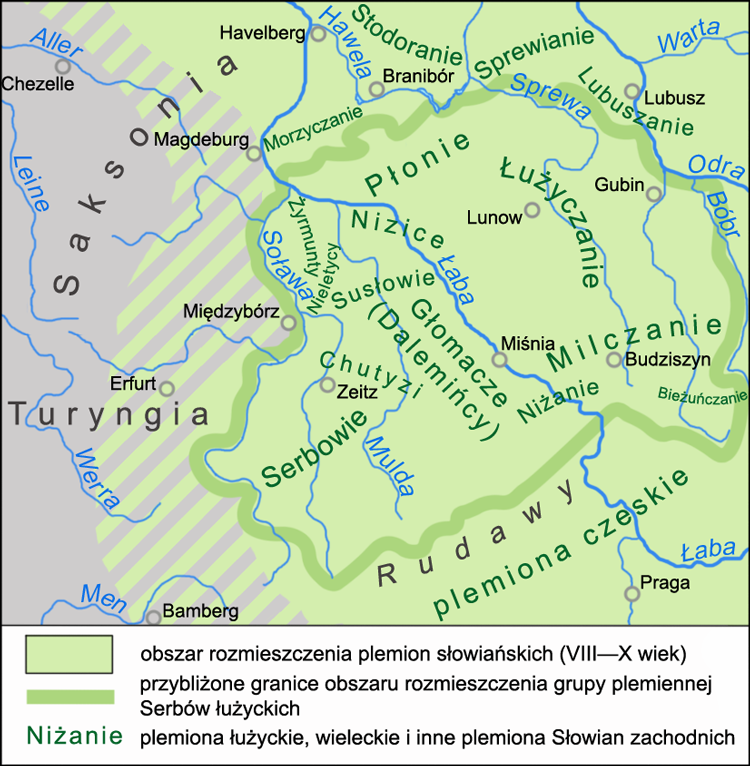
Związek plemion serbskich w okresie od VIII do X wieku

Łużyczanie (łac. Lusitzi) – plemię słowiańskie, które zamieszkiwało teren Dolnych Łużyc w dorzeczu Sprewy i Nysy Łużyckiej. Jednym z najstarszych grodów, wokół których skupiały się plemiona Łużyczan było Lubnjow. Łużyczanie należeli do plemion Serbów łużyckich i są oni przodkami dzisiejszych Dolnych Łużyczan (w odróżnieniu od Łużyczan Górnych, których przodkami są Milczanie). Pierwszej wzmianki o Łużyczanach dokonał Geograf Bawarski w połowie IX wieku wyliczając dwadzieścia osad grodowych.
W drugiej połowie IX wieku Łużyczanie uznali zwierzchnictwo Wielkich Moraw, któremu to państwu podlegali aż do jego upadku w roku 907. W latach 870–890 rozpoczęto budowę grodów obronnych w związku z narastającym zagrożeniem ze strony państwa wschodniofrankijskiego. Rozbudowa tych grodów nasiliła się po 920, gdy król wschodniofrankoński Henryk I Ptasznik rozpoczął podbój siedzib zachodnich sąsiadów Łużyczan – Glomitów. Po ich podporządkowaniu w 932 dokonał pierwszej poważnej wyprawy na ziemie Łużyczan. Ataki Sasów nasiliły się w połowie X wieku i w końcu w roku 963 Łużyczanie zostali podporządkowani królestwu niemieckiemu przez Gerona, margrabiego Marchii Wschodniej. 
W wyniku wojen polsko-niemieckich w latach 1002–1018 Łużyce przejściowo znalazły się w granicach Polski. Niemcy podbili ziemie Łużyczan ponownie po roku 1031 (IV wojna polsko-niemiecka); po tej dacie utrwalili swe rządy i w ciągu kolejnych wieków dokonali germanizacji większości ludności łużyckiej.